# فردیناند فون سامرن-فرانکنگ
فردیناند فون سامرن-فرانکنگ (۱۷ مارس ۱۸۹۷–۲۰ سپتامبر ۱۹۴۴) از اعضای اس‌اس آلمان نازی بود. وی در جنگ جهانی یکم در ارتش آلمان خدمت کرد. از سال ۱۹۴۱ تا ۱۹۴۳ در طول جنگ جهانی دوم، وی همچنین به عنوان رهبر اس‌اس و پلیس در منطقه ورشو در لهستان تحت اشغال آلمان خدمت کرد.
فون سامرن-فرانکنگ مسئول عملیات بزرگ ورشو بود؛ مرگبارترین عملیات علیه یهودیان در جریان هولوکاست در لهستان، که شامل فرستادن میان ۲۵۴٬۰۰۰ تا ۲۶۵٬۰۰۰ مرد، زن و کودک سهودی سوار بر قطارهای هولوکاست به اردوگاه مرگ تربلینکا می‌شد. برچیده شدن گتو ورشو میان ۲۳ ژوئیه تا ۲۱ سپتامبر ۱۹۴۲ زیر عنوان «عملیات اسکان دوباره» پنهان شده بود تا با فریب قربانیان، آن‌ها را ترغیب به همکاری کند. این بخش بزرگی از کارزار کشتار با رمز عملیات «عملیات راینهارد» در جریان راه حل نهایی بود. فون سامرن-فرانکنگ تا پس از نخستین عملیات آفندی خود در جریان سرکوب خیزش ناموفق گتوی ورشو در ۱۹ آوریل ۱۹۴۳ در ورشو ماند. [۳]
پس از سرکوب خیزش، فون سامرن-فرانکنگ جای خود را به یورگن اشتروپ داد و در ۲۴ آوریل ۱۹۴۳ توسط هاینریش هیملر، رهبر اس‌اس، به دلیل ناتوانی در نبرد، دادگاهی شد. وی بعدها به کرواسی منتقل شد و در سپتامبر ۱۹۴۴ در کمین پارتیزان‌های یوگسلاوی در نزدیکی شهر کلاشنیچ کشته شد.